# Zálesí
Zálesí (do roku 1949 Šreflová, německy Schröffelsdorf) je obec v okrese Znojmo v Jihomoravském kraji. Žije zde 154 obyvatel.
Sousedními obcemi sídla jsou Dešov, Štítary, Blížkovice, Chvalatice, Ctidružice a Nové Syrovice.

## Historie
První písemná zmínka o obci pochází z roku 1786.

## Obyvatelstvo
| Rok            | 1869 | 1880 | 1890 | 1900 | 1910 | 1921 | 1930 | 1950 | 1961 | 1970 | 1980 | 1991 | 2001 | 2011 | 2021 |
| -------------- | ---- | ---- | ---- | ---- | ---- | ---- | ---- | ---- | ---- | ---- | ---- | ---- | ---- | ---- | ---- |
| Počet obyvatel | 236  | 227  | 172  | 277  | 267  | 273  | 295  | 296  | 344  | 287  | 256  | 221  | 194  | 179  | 154  |
| Počet domů     | 28   | 29   | 33   | 35   | 37   | 38   | 55   | 61   | 65   | 63   | 64   | 63   | 76   | 76   | 75   |

## Obecní správa
Mezi lety 1869–1910 patřily jako osada obce k Chavalaticím v okrese Znojmo. Od roku 1921 je obcí v okrese Znojmo.

### Obecní symboly
Znak a vlajka byly obci uděleny rozhodnutím předsedy Poslanecké sněmovny Parlamentu České republiky dne 25. listopadu 2003.

## Pamětihodnosti
- Zájezdní hostinec
- Zemědělský dvůr Augustov

## Galerie

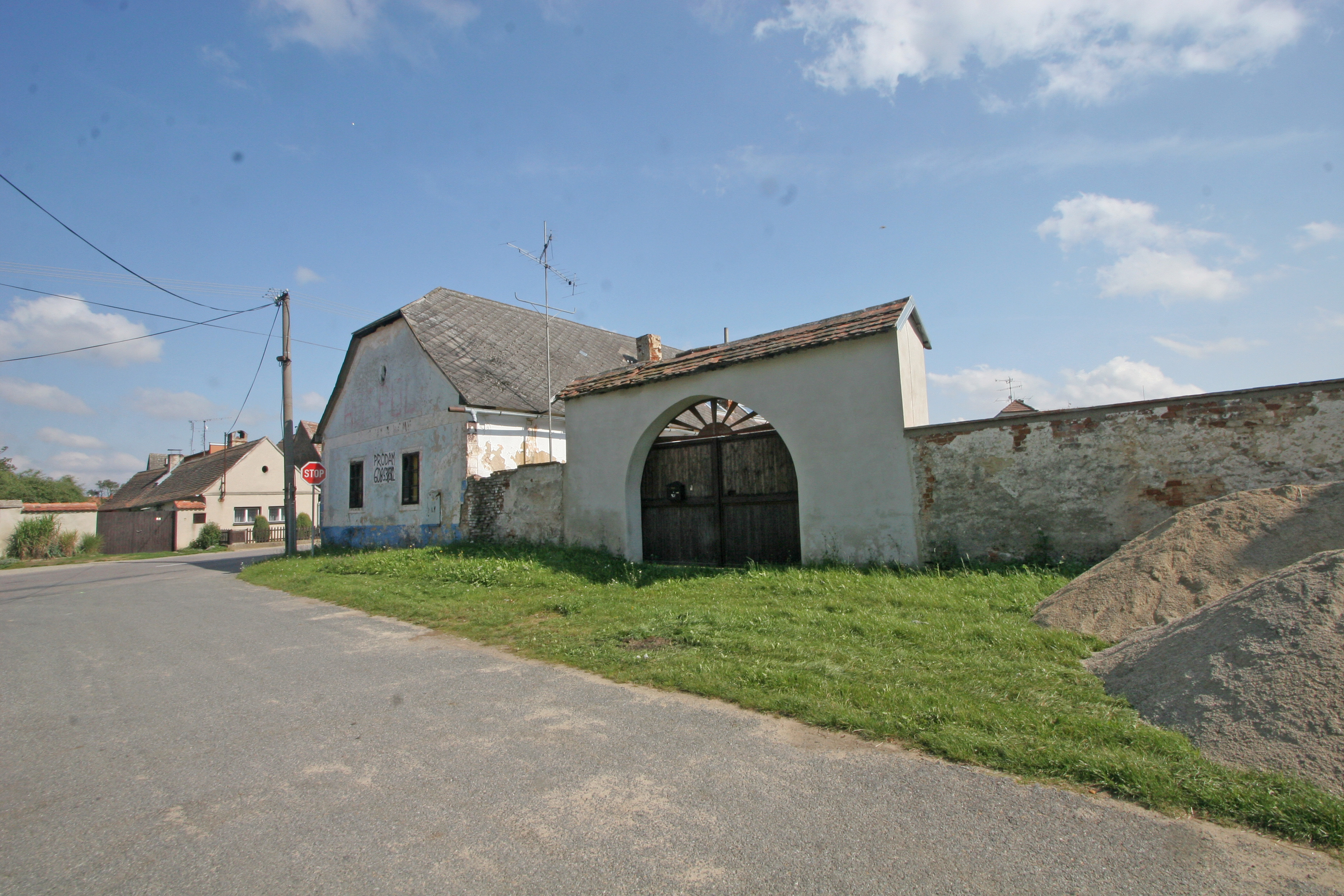
Dům č. p. 32
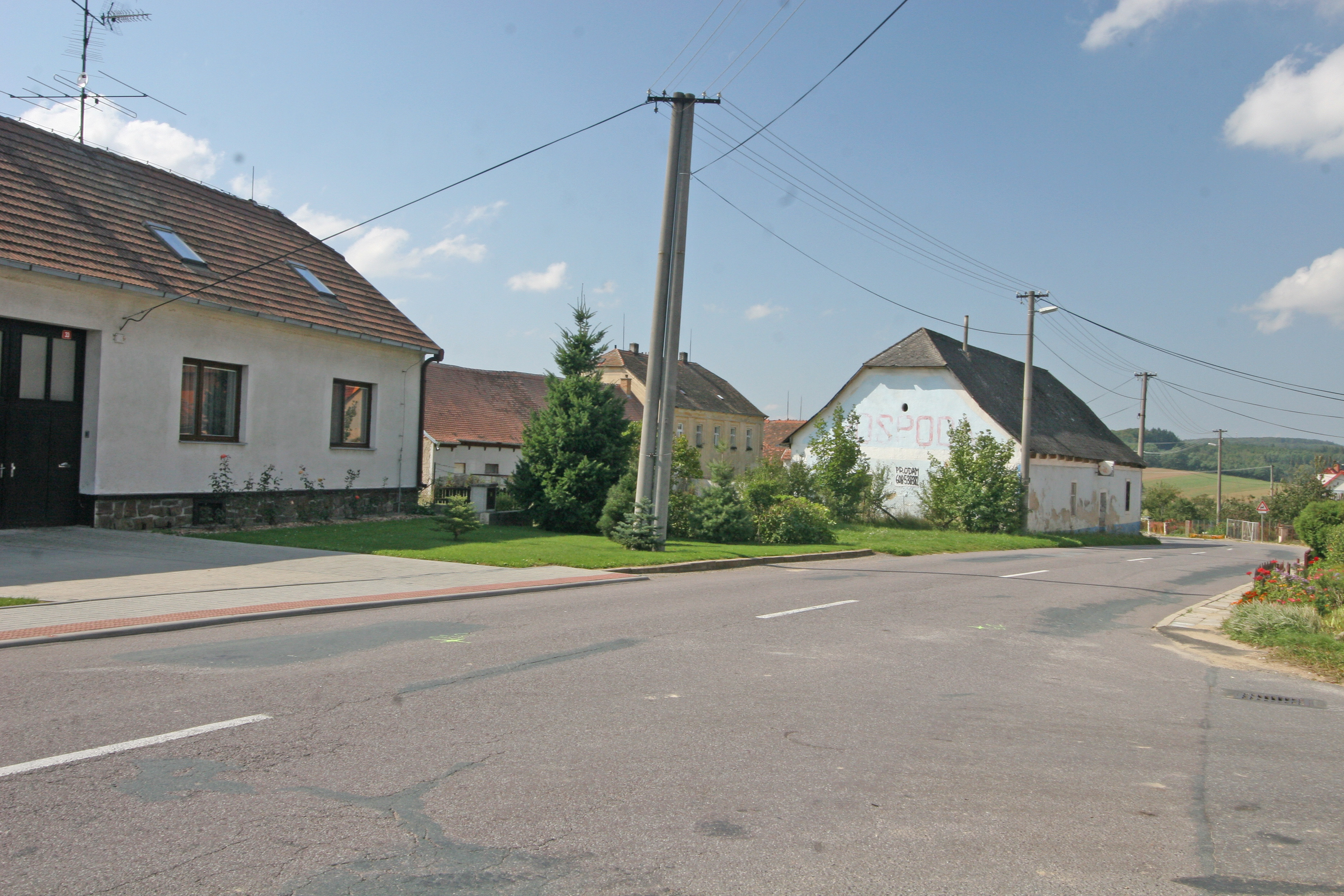
Zájezdní hostinec
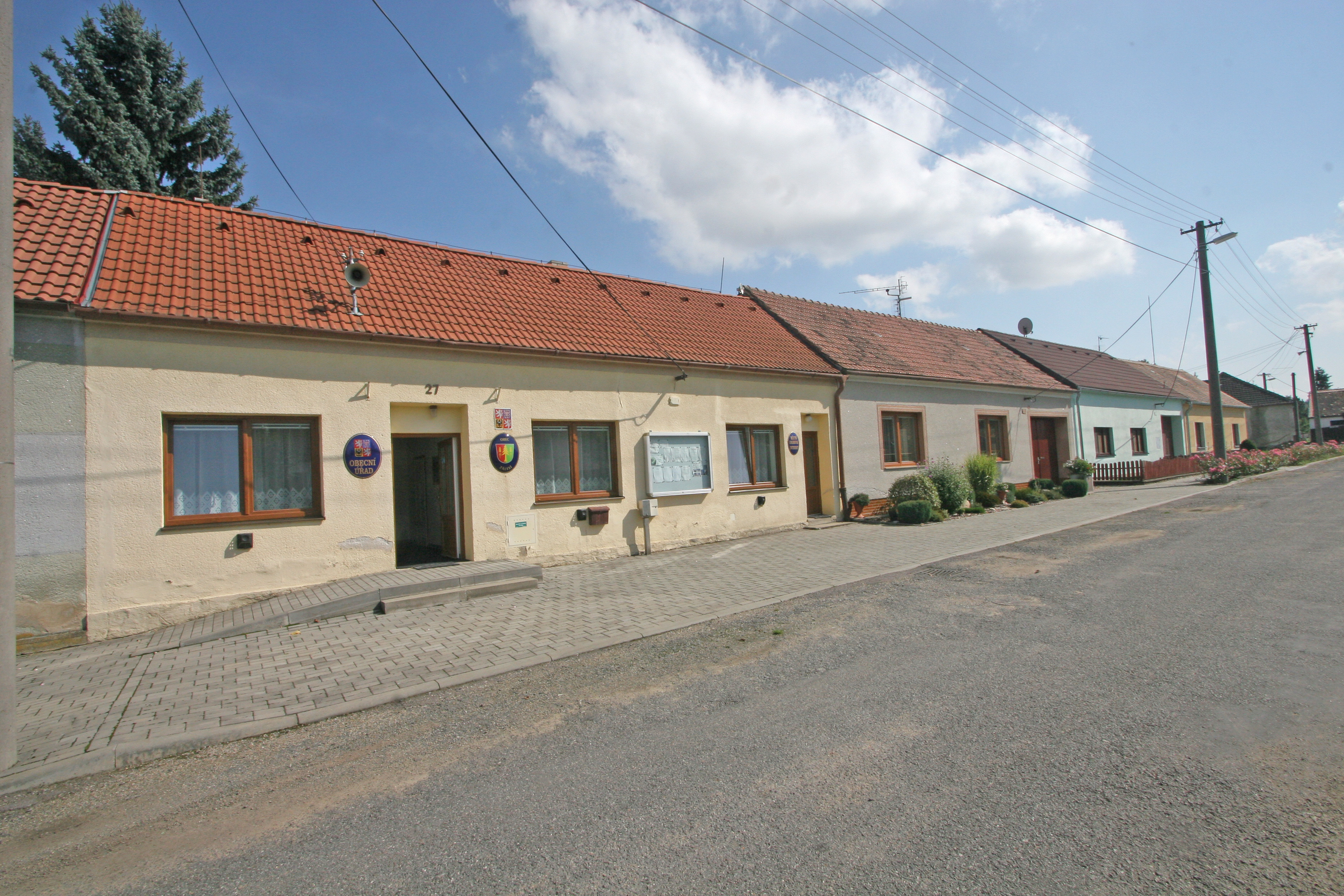
Obecní úřad
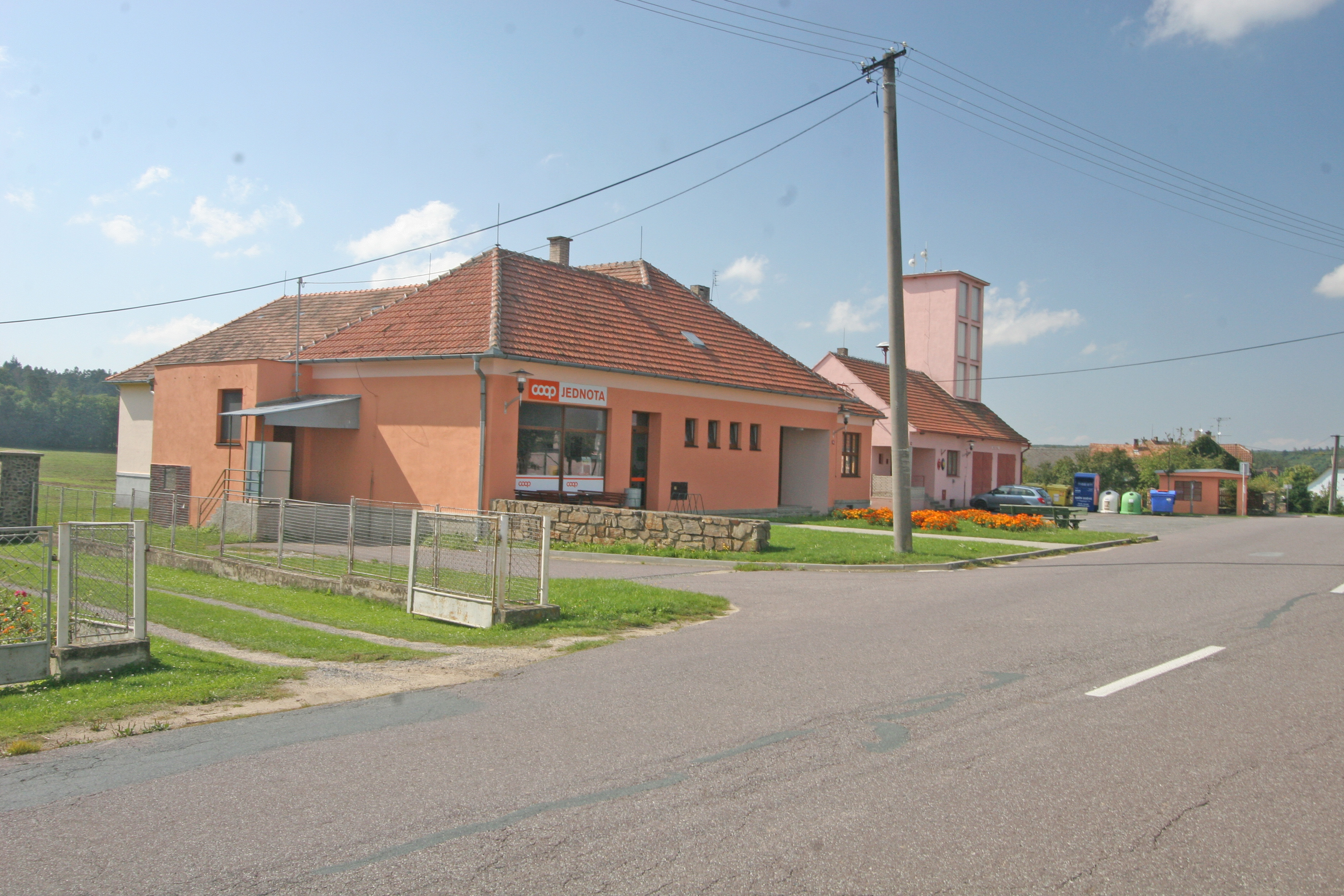
Prodejna a hasičská zbrojnice
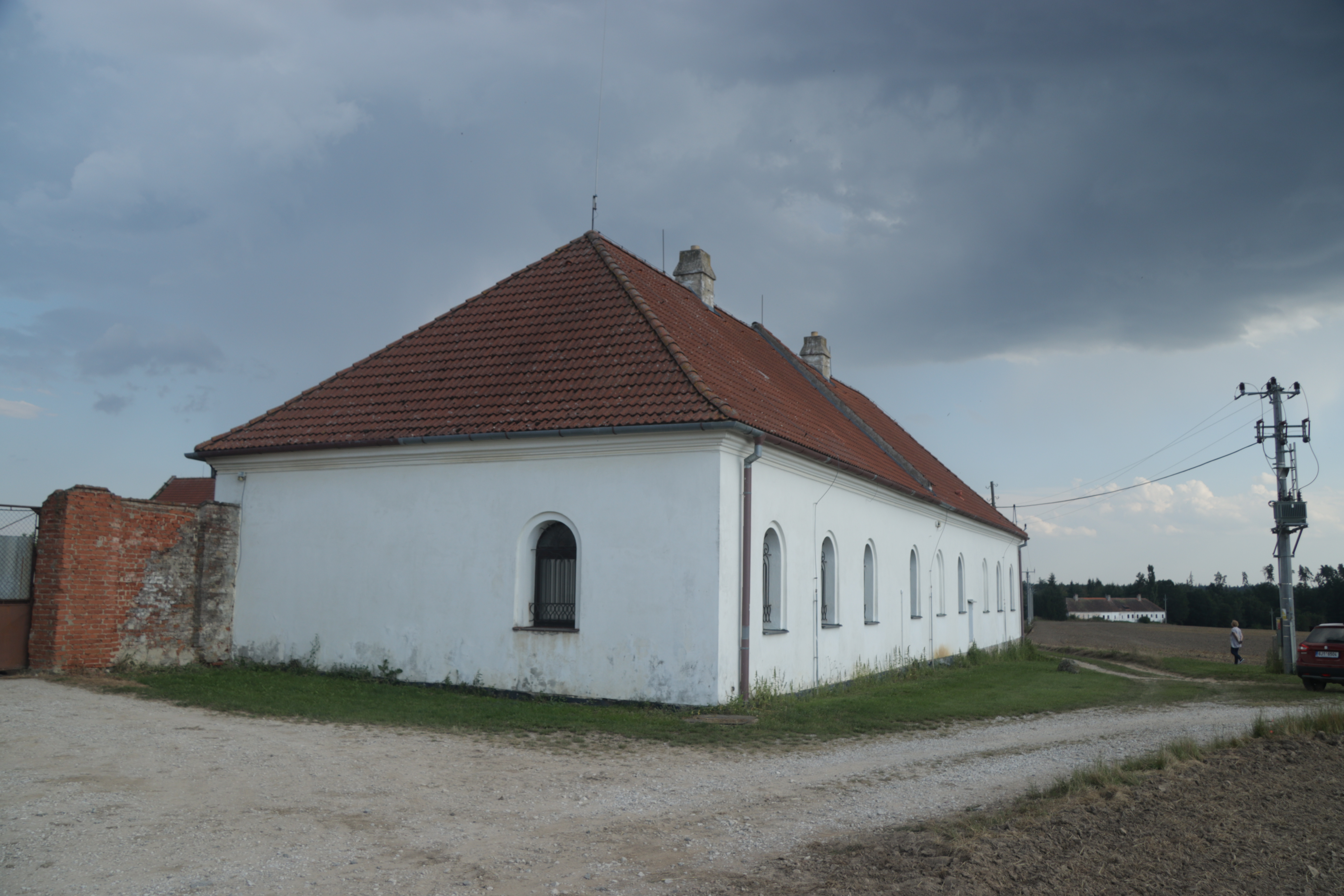
Dvůr Augustov